# Saint-Germain-du-Salembre
Saint-Germain-du-Salembre è un comune francese di 869 abitanti situato nel dipartimento della Dordogna nella regione della Nuova Aquitania.

## Società

### Evoluzione demografica
Abitanti censiti